# Владимир Немирович-Данченко
Влади́мир Ива́нович Немиро́вич-Да́нченко (11 декември 1858, Озургети, Грузия, Руска империя – 25 април 1943, Москва, СССР) е руски режисьор, писател, педагог, театрален деец.

## Биография и творчество
Роден е в украинско дворянско семейство (арменец по майка). Брат е на писателя Василий Немирович-Данченко.
Немирович-Данченко е създател и ръководител на Московския художествен академичен театър (МХАТ), заедно с Константин Станиславски. Народен артист на СССР (1936). През 1943 г. създава актьорско училище при МХАТ, което носи неговото име.

## Памет
На Немирович-Данченко е наречена улица в квартал „Хаджи Димитър“ в София (Карта).